# Fons Verplaetse

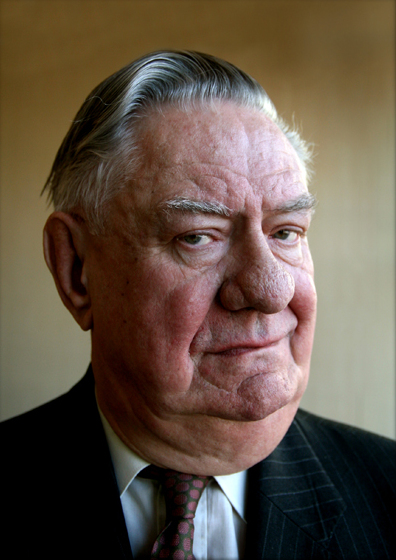
Fons Verplaetse (2007)

Alfons Remi Emiel (Fons) burggraaf Verplaetse (Zulte, 19 februari 1930 - Bonheiden, 15 oktober 2020) was een Belgisch econoom en ere-gouverneur van de Nationale Bank van België. Hij was een van de belangrijkste architecten van de devaluatie van de Belgische frank in 1982. Als gouverneur bereidde hij België voor op de invoering van de euro.

## Levensloop

### Afkomst en studies
Alfons Verplaetse, gemeenzaam Fons genoemd - groeide op in Zulte als oudste uit een gezin van de drie kinderen van veevoederfabrikant Leon-Achiel Verplaetse en diens echtgenote Alida Baert. Aanvankelijk voorbestemd om het ouderlijk bedrijf over te nemen, studeerde Fons om die reden eerst handel in Waregem. Het zou evenwel zijn broer zijn die de handelszaak nog tot 1987 voortzette. Via de middenjury kon Fons naar de Katholieke Universiteit Leuven waar hij in 1951 afstudeerde als licentiaat in de handels- en consulaire wetenschappen. In 1953 trad hij in dienst van de Nationale Bank van België waar hij tewerkgesteld werd in de studiedienst.

### (Adjunct-) kabinetschef premier Martens
Vanwege zijn groot economisch inzicht werd hij einde 1981 gedetacheerd bij het kabinet van eerste minister Wilfried Martens om mee het herstelbeleid van de regering-Martens V te helpen bepalen. Hij werd er chef van het economische departement en adjunct-kabinetschef. Samen met Jacques van Ypersele de Strihou, de toenmalige kabinetschef van de premier, en Jan Smets bereidde hij in de nota Bestaat er nog een "sociale" weg tot economisch herstel? van november 1981 de devaluatie van de Belgische frank van februari 1982 voor. Door de devaluatie van de frank met 8,5 % tegenover de sterkste Europese munten werd de Belgische export gestimuleerd en kon de schuldenlast vanwege de hoge overheidsuitgaven worden afgebouwd. De devaluatie vond plaats op 21 februari 1982, enkele dagen na een geheim bezoek van premier Martens aan Internationaal Monetair Fonds-topman Jacques de Larosière, die in tegenstelling tot Minister van Financiën Willy De Clercq en de Nationale Bank, wél voorstander was van een devaluatie.
Na de devaluatie in februari 1982 tot in 1987 werd er verscheidene malen en petit comité, onderhandeld in het Ardens dorpje Poupehan - waar Verplaetse een buitenverblijf had - tussen de premier, ACV-vakbondsleider Jef Houthuys, de toenmalige voorzitter van de BAC-bank Hubert Detremmerie en Fons Verplaetse zelf over het te voeren herstelbeleid van de regering. De onthulling van deze vorm van achterkamertjespolitiek, besluitvorming in kleine cenakels, ver weg van het publieke en parlementaire debat, door journalist Hugo de Ridder in 1991 lokte een storm van verontwaardiging uit in de pers en publieke opinie. Verplaetse werd door de lokale inwoners van Poupehan geduid als "le banquier de là-haut" ("de bankier van daarboven"), verwijzend naar zijn hoger gelegen buitenverblijf dat uitkijkt op het dal van de Semois.
Toen Van Ypersele in 1983 kabinetschef van de koning werd, volgde Verplaetse hem op als kabinetschef van premier Martens. Hij bleef dit tot in 1987. In zijn memoires schreef Martens vol lof over zijn bijzonder enthousiaste en uiterst deskundige medewerker die zelfs meewerkte aan de financiering van zijn verkiezingscampagnes. Met de eerder salonfähige topfiguren van de Nationale Bank zoals Roland Beauvois (PS) en Cecil de Strycker klikte het echter minder goed. Zijn ongelikte, no-nonsense stijl van communicatie en management stond dan ook in schril contrast met de typische intellectualistisch maniërisme van de (francofone) aristocraten van de haute finance in die dagen. Tot ergernis van velen bleef Verplaetse veeleer als statement plat Zults dialect spreken in plaats van zich in het Algemeen Nederlands uit te drukken.

### Nationale Bank
In 1985 werd Fons Verplaetse benoemd tot lid van het directiecomité van de Nationale Bank van België. Toch bleef hij eerst nog twee jaar werkzaam als kabinetschef van de premier. In 1988, bij zijn terugkeer naar de NBB werd hij, omwille van zijn uitstekende reputatie als macro-econoom, al na vijf maanden vice-gouverneur. Het jaar daarop volgde hij er Jean Godeaux op als gouverneur.
Om de overheidsfinanciën verder te saneren startte de NBB op instigatie van Verplaetse vanaf 1989 (en nadien herhaald in 1992, 1995, 1996 en 1998) met het systematisch verkopen van aanzienlijke delen (in totaal 1006 ton) van de Belgische goudreserves. Verplaetse nam deze beslissing in samenspraak met Jacques van Ypersele die intussen kabinetschef van Koning Boudewijn was geworden. In 's lands belang en met de nodige discretie ("de mensen hoeven dat allemaal niet te weten") en omzichtigheid (zonder verstoring van de marktwerking van de goudprijzen) slaagde Verplaete erin om het goud te verkopen via een omweg langs Zuid-Afrika. Toch was de verkoop van een deel van de goudvoorraden niet onomstreden. Vooral in beleggerskringen wordt er op gewezen dat het goud werd verkocht tegen historisch lage prijzen en dat de opbrengst slechts voor de helft aan de schatkist ten goede kwam aangezien de NBB voor de helft in handen is van private aandeelhouders. Deze laatsten zagen de door de daarop volgende sterke stijging van de goudprijzen veroorzaakte meerwaarde aan hun neus voorbij gaan.
In 1990 was Verplaetse een van de inspiratoren om de Belgische frank, die intussen aan kracht had gewonnen, te koppelen aan de sterke Duitse mark. Door die koppeling werd de Belgische frank stabieler en kon België goedkoper lenen. Zijn grootste bekommernis was om België, ondanks de nog steeds hoge schuldenlast, van bij de aanvang te laten deelnemen aan de Europese Monetaire Unie. Samen met Philippe Maystadt (PSC), in die periode minister van financiën, nam hij de nodige maatregelen om België voor te bereiden op de invoering van de euro. Om dit doel te bereiken werkte Verplaetse in 1993 samen met premier Jean-Luc Dehaene het Globaal Plan uit, een sociaal-economisch herstelplan om België, mits loonmatiging en een streng begrotingsbeleid, te laten voldoen aan de convergentiecriteria zoals die werden opgelegd door het Verdrag van Maastricht. Achter de schermen speelde Verplaetse ook een belangrijke rol bij de totstandkoming van de loonnormwet van 26 juli 1996 die de werkgelegenheid en het concurrentievermogen van de Belgische bedrijven moest stimuleren.
Volgens journalist Rik Van Cauwelaert, auteur van een in maart 2021 uitgegeven biografie over Fons Verplaetse, was Verplaetse omwille van zijn onorthodoxe, drastische maatregelen niet enkel "de échte loodgieter van de Belgische politiek", maar de ook "laatste gouverneur van de Nationale Bank van België". Sinds de intrede van België in de Eurozone en de cruciale rol van de Europese Centrale Bank in Frankfurt is de status van gouverneur van de NBB gedegradeerd van monetaire speler tot hoofd van een (veredelde) studiedienst die weliswaar nog controleert en adviseert maar niet meer de (macro-economische) beslissingsmacht heeft zoals zijn voorgangers.
In 1997 bereikte Verplaetse de leeftijdsgrens van 67 jaar. Omdat de voorbereiding nog niet was afgerond, werd zijn mandaat door de regering met twee jaar verlengd. In 1999 werd hij opgevolgd door Guy Quaden.
Verplaetse werd nadien adviseur bij de Nationale Bank van Congo en werd in 2001 voorzitter van het Corporate Funding Programme (CFP), een samenwerkingsverband tussen bedrijven en niet-gouvernementele organisaties in verband met ontwikkelingshulp.

### Privé
Verplaetse trouwde in 1954 met Odette Vanhee met wie hij vijf kinderen kreeg. Hij overleed op 15 oktober 2020 op 90-jarige leeftijd aan de gevolgen van COVID-19.

## Eerbetoon
- In 1993 werd Verplaetse benoemd tot ereburger van Zulte.

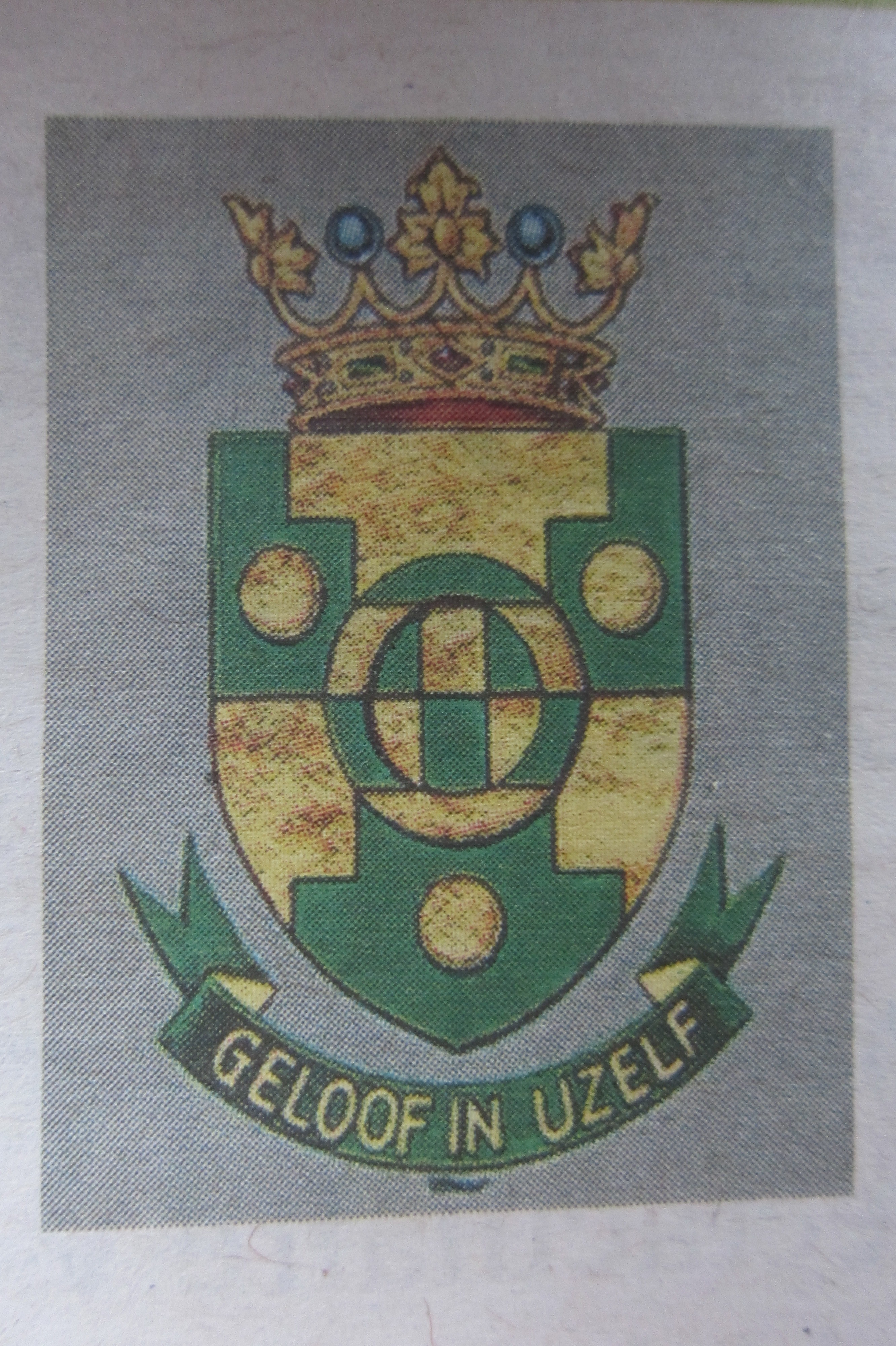
wapen van Alfons burggraaf Verplaetse, De Standaard, p.20, dd 20 oktober 2020

- Bij adelbrieven van 28 maart 2000 werd Verplaetse in de erfelijke adel opgenomen, met de persoonlijke (niet erfelijke) titel van burggraaf. In zijn wapen (heraldiek) is in het helmteken een penning met het symbool van de euro opgenomen; het wapen is onderaan voorzien van de wapenspreuk Geloof in uzelf.

## Publicatie
- Van devaluatie tot euro: het economische en meer bepaald het monetaire beleid van België (1980-2000), in: Res Publica, 2009, blz. 3-22.